# Hängel

Kirchenfahne mit drei Hängel

Mit Hängel werden die herunterhängenden Fahnenstücke an Kirchenfahnen bezeichnet. Sie entstehen durch mindestens zwei mehr oder weniger lange parallele Einschnitte an der dem Fahnenstock abgewandten Seite. Sie können gerade oder gerundet ausgeführt sein. Auch sind Fransen oder Quasten am Hängel zu Verschönerung möglich. Sprachgebräuchlich und falsch werden gelegentlich die Lätze an den Turnierkragen als Hängel bezeichnet. Beispiel für eine mit Hängel ausgeführte Fahne ist die von Montfort.

## Einzelnachweis
1. ↑  Gert Oswald: Lexikon der Heraldik. VEB Bibliographisches Institut, Leipzig 1984.